# Пам'ятки монументального мистецтва Яворівського району
У Яворівському районі Львівської області нараховується 11 пам'яток монументального мистецтва.
| #  | назва | адреса                                                   | Номер | дата рішення                     |
| -- | --- | -------------------------------------------------------- | ----- | -------------------------------- |
| 1  | Пам'ятник Андрусіву П., українському живописцю (ск. А. Галян, арх. Л. Новосілець, 1996, бронза, мармурова крихта)                                   | с. Кам'янобрід, біля школи                               | 1742  | Розпорядження № 1039, 06.10.1997 |
| 2  | Пам'ятник Вербицькому М., українському композитору (ск. П. Чепель, арх. Л. Новосілець, бронза, мармурова крихта)                                    | м. Яворів, центр                                         | 1743  | Розпорядження № 236, 11.03.2001  |
| 3  | Пам'ятник Котляревському І. П., українському письменнику (ск. І. Самотос, арх. В. Блюсюк, 1980, мармурова крихта)                                   | с. Лозина                                                | 1744  | Рішення № 278, 05.06.1984        |
| 4  | Пам'ятник Маковею О. С., українському письменнику (ск. Д. Крвавич, 1958, мармурова крихта)                                                          | м. Яворів                                                | 923   | Рішення № 183, 05.05.1972        |
| 5  | Пам'ятник Франку І. Я., українському письменнику і вченому (ск. Є. Дзиндра, 1981, бронза, мармурова крихта)                                         | смт Івано-Франкове, вул. Костюшка, на подвір'ї школи     | 924   | Рішення № 183, 05.05.1972        |
| 6  | Пам'ятник Франку І. Я., українському письменнику і вченому (1965, пісковик)                                                                         | смт Івано-Франкове, на території меблевого комбінату     | 1745  | Рішення № 183, 05.05.1972        |
| 7  | Пам'ятник Шевченку Т. Г., українському поету і художнику (ск. Ю. Савко, арх. Л. Новосілець, 1997, бронза, з/бетон)                                  | м. Новояворівськ, вул. Шевченка, перед Будинком культури | 1746  | Розпорядження № 236, 11.03.2001  |
| 8  | Пам'ятник Шевченку Т. Г., українському поету і художнику (1970, мармурова крихта)                                                                   | с. Сарни, біля Будинку культури                          | 1747  | Рішення № 183, 05.05.1972        |
| 9  | Пам'ятник Шевченку Т. Г., українському поету і художнику (ск. П. Штаєр, арх. П. Чепель, 1996, кована мідь, мармурова крихта)                        | м. Яворів, пл. Ринок                                     | 1748  | Розпорядження № 1039, 06.10.1997 |
| 10 | Пам'ятник Шептицькому А., митрополиту (ск. В. Федорченко, арх., Я. Троцько, 1996, вапняк)                                                           | м. Яворів, пл. Ринок                                     | 1749  | Розпорядження № 1039, 06.10.1997 |
| 11 | Пам'ятник Шухевичу Р. (Т. Чупринці), головнокомандувачу УПА, генералу (ск. П. Штаєр, арх. В. Блюсюк, Л. Новосілець, 1996, бронза, мармурова крихта) | смт Краковець                                            | 1750  | Розпорядження № 1039, 06.10.1997 |
|    | |                                                          |       |                                  |

## Джерело
Перелік пам'яток Львівської області [Архівовано 16 вересня 2012 у Wayback Machine.]